# Désiré van der Meulen
Jean Désiré Philippe Vandermeulen, dit Désiré van der Meulen, chevalier de l'Ordre de Pie IX, est un historien et généalogiste bruxellois.

## Biographie
Fils de Jean Philippe Vandermeulen, brasseur, et de Marie Caroline Josephe Vanderperre, il est né à Bruxelles le 22 mai 1839 et y est mort le 8 septembre 1869 . Il fut brasseur. Il avait épousé à Bruxelles en 1862 Pauline van Eycken, née à Bruxelles, fille du peintre Jean Baptiste Van Eycken et de Jacqueline Devos, et qui était déjà orpheline de père et mère. Ils n'eurent pas d'enfant. Pauline épousa en secondes noces à Bruxelles en 1873 Henri Smeesters, rentier à Bruxelles. Elle mourut à Saint-Gilles le 1er octobre 1883.
Son nom reste attaché à un seul livre mais qui fait le bonheur de nombreux chercheurs bruxellois, il s'agit de :
- Liste des personnes et des familles admises aux lignages de Bruxelles depuis le XIVe siècle jusqu'en 1792. Avec une introduction sur l'histoire des lignages, Anvers, 1869.

Alors adolescent, en 1856, il avait déjà établi un armorial reprenant des blasons de sa région.
Issu d'une famille dont la généalogie commence en 1450 à Dilbeek où la famille van der Meulen résida jusqu'au XVIIIe siècle pour émigrer à Uccle puis à Bruxelles, Désiré van der Meulen descendait lui-même du Lignage Coudenbergh, du chef de Jean van der Voirde, ou van de Voorde, époux de Marguerite van Coudenbergh, en passant par les Keymolen et les van der Perre. Il avait lui-même établi cette filiation lignagère comme suit :
 I. Jean van der Voirde qui épousa Marguerite van Coudenbergh,
 II. Jacques van der Voirde qui épousa Anna Spyskens, fille de Jean Spyskens, échevin de Bruxelles en 1555, et de Mathilde van de Wouwere,
 III. Simon van der Voirde qui épousa Maria Cools,
 IV. Jean van der Voirde qui épousa Anna van der Helst,
 V. Gilles van der Voirde qui épousa Catherine Walravens,
 VI. Jean-Baptiste van der Voirde qui épousa Anna Walravens fille de Philippe et de Catherine Dillen,
 VII. Marie van der Voirde qui épousa Quintin Keymolen,
 VIII. Anne Keymeulen, née à Leeuw-Saint-Pierre en 1682, qui épousa à Elinghen Joris vande Perre,
 IX. François van de Perre, né à Elinghen en 1720, qui épousa Marie Thérèse Borremans,
 X. Anne Catherine vande Perre, née à Bruxelles, qui épousa Egide vander Perre,
 XI. Marie Caroline Joséphine vander Perre, née à Bruxelles en 1802, qui épousa Jean Philippe vander Meulen,
 XII. Jean Désiré Philippe van der Meulen, né à Bruxelles en 1839.
L'appartenance de Jean van der Voirde (degré IV) parmi les personnes admises aux Lignages de Bruxelles a été mise en doute par Jean-Baptiste Houwaert. Il n'en reste pas moins que, dans l'ascendance ci-avant, la grand-mère de ce Jean van der Voirde était Anna Spyskens (degré II) dont la qualité lignagère, du Coudenbergh, était absolument incontestable. Dès lors, toute la descendance de celle-ci, Désiré van der Meulen y compris, serait bien lignagère, et cela, bien sûr, pour autant que l'ascendance donnée ci-avant soit exacte. Cependant, ladite ascendance n'est pas absolument certaine et devrait faire l'objet de vérifications.